# هيلينا بيهل
هيلينا بيهل (بالسويدية: Helena Pihl)‏ (ولدت في 26 أبريل 1955) هي عداءة سويدية. كانت قد شاركت في سباق التتابع 4 × 100 متر سيدات في دورة الألعاب الأولمبية الصيفية لعام 1980 . 

## روابط خارجية
- هيلينا بيهل على موقع أوليمبيديا (الإنجليزية)
- هيلينا بيهل على موقع اللجنة الأولمبية السويدية (السويدية)